# Fresquiennes
Fresquiennes är en kommun i departementet Seine-Maritime i regionen Normandie i norra Frankrike. Kommunen ligger i kantonen Pavilly som tillhör arrondissementet Rouen. År 2022 hade Fresquiennes 1 079 invånare.

## Befolkningsutveckling
Antalet invånare i kommunen Fresquiennes
| Referens: INSEE |